# Cephaloflexa
Cephaloflexa ist eine Gattung der Landplanarien, die in Brasilien verbreitet ist.

## Merkmale
Individuen der Gattung Cephaloflexa haben einen Retraktormuskel in Kopfbereich, der aber nicht mit Drüsen verbunden ist. Wegen dieses Muskels ist das Vorderende nach oben oder nach hinten aufgerollt, ähnlich wie bei Individuen der Gattung Choeradoplana. Das von außen ersichtlichste Unterscheidungsmerkmal zwischen Cephaloflexa und Choeradoplana ist, dass Cephaloflexa zwei kissenartige Strukturen auf der Bauchseite hat. Im Kopulationsapparat ist bei den Cephaloflexa-Arten keine permanente Penispapille vorhanden.

## Etymologie
Der Gattungsname Cephaloflexa ist eine Kombination des griechischen Wortes κεφαλή (dt. Kopf) und des lateinischen Wortes flexus (dt. gebogen).

## Arten
Der Gattung Cephaloflexa werden drei Arten zugeordnet:
- Cephaloflexa araucariana Carbayo & Leal-Zanchet, 2003
- Cephaloflexa bergi (Graff, 1899)
- Cephaloflexa nataliae (Froehlich, 1959)